# المكتب البيضاوي
المكتب البيضاوي هو مكتب العمل الرسمي لرئيس الولايات المتحدة، وهو جزء من المكتب التنفيذي للرئيس. يقع في الجناح الغربي للبيت الأبيض في واشنطن العاصمة.
يحتوي المكتب البيضاوي على ثلاث نوافذ كبيرة باتجاه للجنوب، يقع أمامها مكتب الرئيس ومدفأة في الطرف الشمالي، بالإضافة إلى خزانة كتب في الجدار الغربي. يضم المكتب البيضاوي أربعة أبواب: الباب الشرقي يفتح على حديقة الورود؛ بينما يؤدي الباب الغربي إلى غرفة دراسة وقاعة تناول طعام خاصة. يفتح الباب الشمالي الغربي على الممر الرئيسي للجناح الغربي؛ ويفتح الباب الشمالي الشرقي على مكتب سكرتير الرئيس.
يزين الرؤساء الأمريكيون المكتب ليناسب أذواقهم الشخصية، ويختارون الأثاث والأقمشة، وغالبًا ما يستخدم السجاد البيضاوي في المكتب. يتم اختيار اللوحات والأعمال الفنية من مجموعة اللوحات الخاصة بالبيت الأبيض، أو يتم استعارتها من المتاحف لاستخدامها خلال فترة ولاية الرئيس.

## التاريخ، 1789-1909

### مشربية واشنطن القوسية
لم يصبح البيت الأبيض جاهزًا للسكن حتى 1800. لم يسكن جورج واشنطن البيت الأبيض أبدًا. أمضى واشنطن معظم فترة رئاسته في فيلادلفيا ببنسلفانيا، التي كانت بمثابة العاصمة الوطنية المؤقتة خلال فترة 10 سنوات، من 1790 إلى 1800. في ذلك الوقت، كانت العاصمة واشنطن، وهي مدينة جديدة، قيد الإنشاء.

في 1790، أضاف واشنطن مساحة كبيرة نصف دائرية مكونة من طابقين إلى الجزء الخلفي من منزل الرئيس في فيلادلفيا، منشئًا مساحة يلتقي فيها الجمهور بالرئيس. واقفًا أمام النوافذ الثلاثة لهذه المشربية القوسية، استقبل واشنطن رسميًا الضيوف في يوم الثلاثاء بعد الظهر، والوفود من الكونغرس، وكبار الشخصيات الأجنبية، وعامة الناس في الأيام المفتوحة مثل يوم رأس السنة، والرابع من يوليو، ويوم ميلاده.
«استقبل واشنطن ضيوفه، واقفًا بين النوافذ في مضافته الخلفية. كان الضيوف يدخلون من غرفة أمامية، ويجتازون بابًا مفتوحًا، ويقدمون تحياتهم للرئيس، ثم ينعطفون ويقفون في أحد الجانبين».
أقام الرئيس جون آدامز في قصر فيلادلفيا منذ مارس 1797، واستخدم المشربية القوسية كما استخدمها سلفه.
كُشف عن أساسات مشربية واشنطن القوسية بواسطة الحفريات الأثرية في موقع منزل الرئيس في 2007. وهي معروضة اليوم في معرض تذكاري لمنزل الرئيس، قرب مركز جرس الحرية.

### البيت الأبيض
زار المهندس المعماري جيمس هوبان الرئيس واشنطن في فيلادلفيا في يونيو 1792، ويُعتقد أنه رأى المشربية القوسية. وفي الشهر التالي، فاز هوبان بمسابقة تصميم البيت الأبيض.
كان الصالون بيضاوي الشكل في وسط البيت الأبيض السمة البارزة في خطة هوبان الأصلية. أصبحت الغرف البيضاوية شائعة في العمارة الكلاسيكية الجديدة في أوائل القرن التاسع عشر.
في نوفمبر 1800، أصبح جون آدامز أول رئيس يسكن البيت الأبيض. استخدم آدامز وخليفته الرئيس توماس جيفرسون غرف هوبان البيضاوية كما استخدم واشنطن المشربية القوسية، إذ وقفوا أمام النوافذ الثلاثة في الطرف الجنوبي لاستقبال الضيوف.
في القرن التاسع عشر، استخدم بعض الرؤساء الغرفة البيضاوية الصفراء في الطابق الثاني من البيت الأبيض بصفة مكاتب ومكتبات خاصة. ظهر التعبير عن الارتباط الثقافي بين الرئيس والغرفة البيضاوية على نحو أكثر اكتمالًا في مكتب تافت البيضاوي (1909) في الجناح الغربي.

### الجناح الغربي
كان الجناح الغربي فكرة الرئيس ثيودور روزفلت، متأثرًا برأي زوجته التي رأت أن الطابق الثاني من البيت الأبيض، الذي كان آنذاك يحتوي غرف النوم والمكاتب، يجب أن يكون مساحة منزلية فقط. اكتمل بناء مبنى المكتب التنفيذي المكون من طابق واحد في 1902، وكان من المفترض أن يكون مبنى مؤقتًا، يُستخدم إلى أن يُشيد مبنى آخر دائم. سمح وجود المبنى غرب البيت الأبيض بإزالة مجموعة ضخمة ومتهالكة من الدفيئات الزراعية التي وُضعت قبل الحرب الأهلية من قبل الرئيس جيمس بوكانان.
نقل روزفلت المكاتب التنفيذية إلى الجناح المبني حديثًا في 1902. تمثلت مساحة عمله في جناح مكون من غرفتين للمكتب التنفيذي وغرفة الوزارة، تشغل الثلث الشرقي من المبنى. صُمم أثاث الجناح، بما في ذلك مكتب الرئيس، من قبل المهندس المعماري تشارلز فولين مكيم، ونفذته شركة إيه إتش دافنبورت آند كومباني، وكلاهما من بوسطن. بعد تغييرات كبيرة خضع لها، لا يزال المكتب التنفيذي المنشأ في 1902 موجودًا، ويسمى غرفة روزفلت، وهي غرفة اجتماعات داخلية بلا نوافذ تقع قطريًا من المكتب البيضاوي.

## مكتب تافت البيضاوي: 1909-1933
جعل الرئيس ويليام هوارد تافت الجناح الغربي مبنى دائمًا، إذ ضاعف حجمه من خلال توسيعه جنوبًا، وبناء المكتب البيضاوي الأول. صممه ناثان سي ويث واكتمل في 1909، وكان المكتب متمركزًا في الواجهة الجنوبية للمبنى، مثل الغرف البيضاوية في البيت الأبيض. أراد تافت أن يكون أكثر مشاركة في العمليات اليومية لرئاسته، ورغب في أن يكون المكتب مركزًا لإدارته. كان مكتب تافت البيضاوي مُنارًا بالضوء الطبيعي من نوافذه الثلاثة وفتحة السقف. تميّز بمدفأة من الرخام الأبيض، وأعمال خشبية بسيطة على طراز النهضة الجورجية، وخزانتي كتب لهما أبواب زجاجية مزدوجة. ربما كان مكتب تافت المكتب الرئاسي الأكثر بهجة في التاريخ، إذ كانت جدرانه مغطاة بخيش أخضر نابض بالحياة.
في 24 ديسمبر عام 1929، خلال العام الأول من إدارة الرئيس هربرت هوفر، ألحق حريق أضرارًا جسيمة بالجناح الغربي. استغل هوفر هذه الفرصة لإنشاء مساحة إضافية، فحفر قبوًا جزئيًا لمكاتب الموظفين. ورمم المكتب البيضاوي، ورفع جودة التزيين وأضاف مكيفات الهواء، واستبدل الأثاث، الذي لم يُغير منذ عشرين عامًا.

## المكتب البيضاوي المعاصر: 1934-الحاضر
لم يكن الرئيس روزفلت راضيًا عن مساحة الجناح الغربي وتقسيماته، فكلف المهندس المعماري النيويوركي إريك غوغلر بإعادة تصميمه في 1933. ولإنشاء مساحة إضافية للموظفين دون زيادة الحجم الظاهري للمبنى، حفر غوغلر قبوًا كاملًا، وأضاف مجموعة من المكاتب تحت الأرض تحت الحديقة المجاورة، وبنى طابقًا علويًا غير بارز. كانت التوجيهات باستثمار أكبر قدر من المساحة لإنشاء المكاتب السبب في تصميم الممرات الضيقة ومكاتب الموظفين المتكدسة. كانت مساهمة غوغلر الأكثر وضوحًا توسيع المبنى شرقًا لبناء غرفة الوزارة الجديدة والمكتب البيضاوي.
بُني المكتب البيضاوي الحديث في الزاوية الجنوبية الشرقية للجناح الغربي، ما وفر لروزفلت، الذي كان يستخدم كرسيًا متحركًا، مزيدًا من الخصوصية، والسهولة في الوصول إلى المقر. ابتكر روزفلت وغوغلر غرفة أكبر من المكتبين السابقين، ذات تفاصيل جورجية أوضح: أبواب تعلوها مُسنّمات كبيرة، وخزائن كتب مثبتة في منافذ، وإفريز عميق مقوس، ورصيعة سقفية تحمل الختم الرئاسي. عوضًا عن استخدام الثريا أو التركيبات السقفية، أضيئت الغرفة بمصابيح كهربائية مخبأة في الإفريز أنارت السقف إنارة قوية. يمكن رؤية لمحات من الآرت موديرن في الشمعدانات التي تحيط بالنوافذ، وتمثيل النسر في رصيعة السقف. عمل روزفلت وغوغلر معًا عن كثب، غالبًا خلال الفطور، وكان غوغلر يرسم أفكار الرئيس. ومن بين الأفكار التي نتجت عن هذه الرسومات وأصبحت راسخة في تصميم أثاث الغرفة فكرة وجود كرسيين مرتفعين أمام المدفأة. يرى الجمهور هذا الجانب حين يجلس الرئيس على اليسار ورئيس دولة زائر على اليمين. سمح هذا لروزفلت بالجلوس على نفس المستوى مع ضيوفه، ما قلل من ملحوظية عجزه عن الوقوف دون مساعدة. اكتمل بناء المكتب البيضاوي المعاصر في عام 1934.

## معرض صور

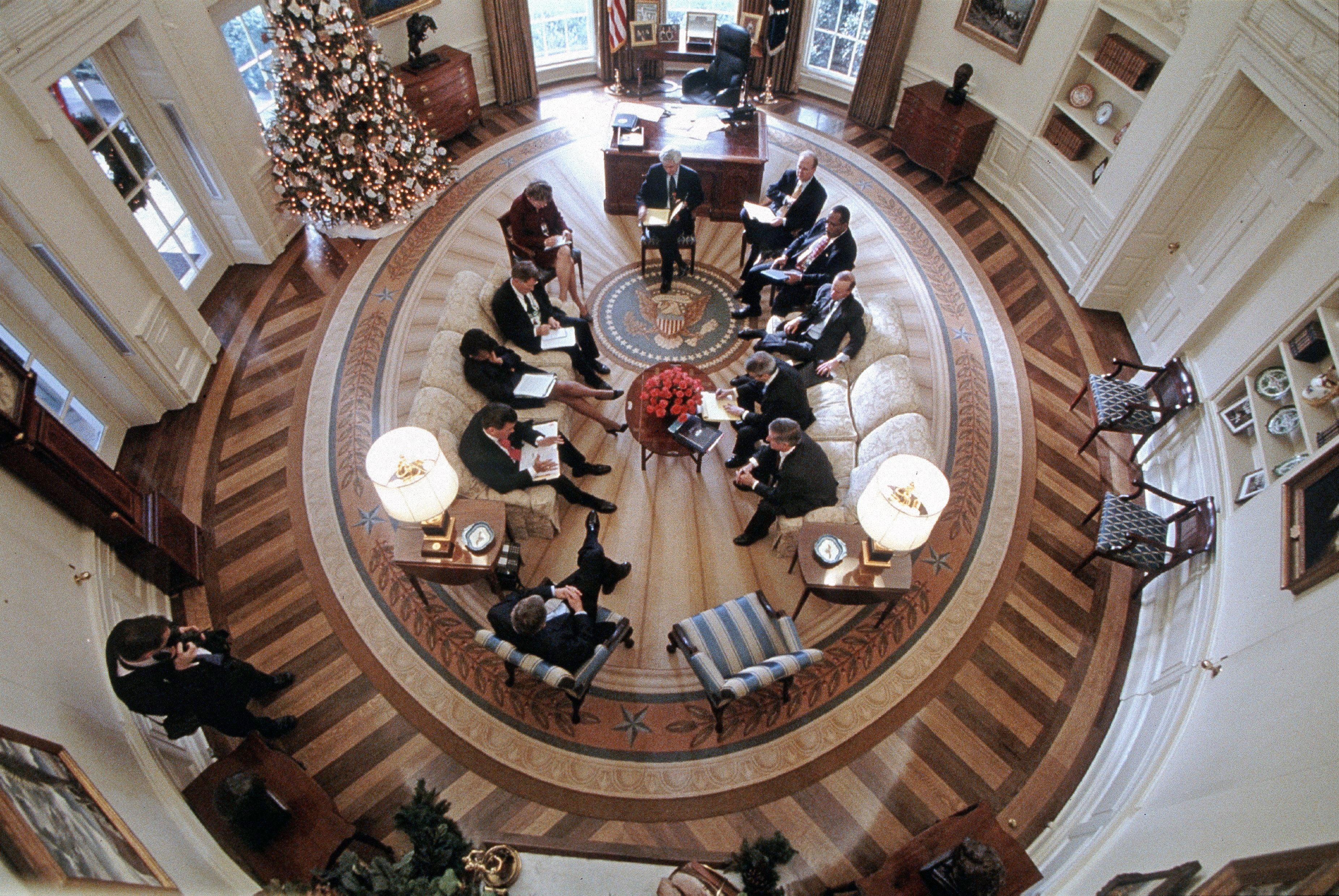
صورة للمكتب البيضاوي من الأعلى
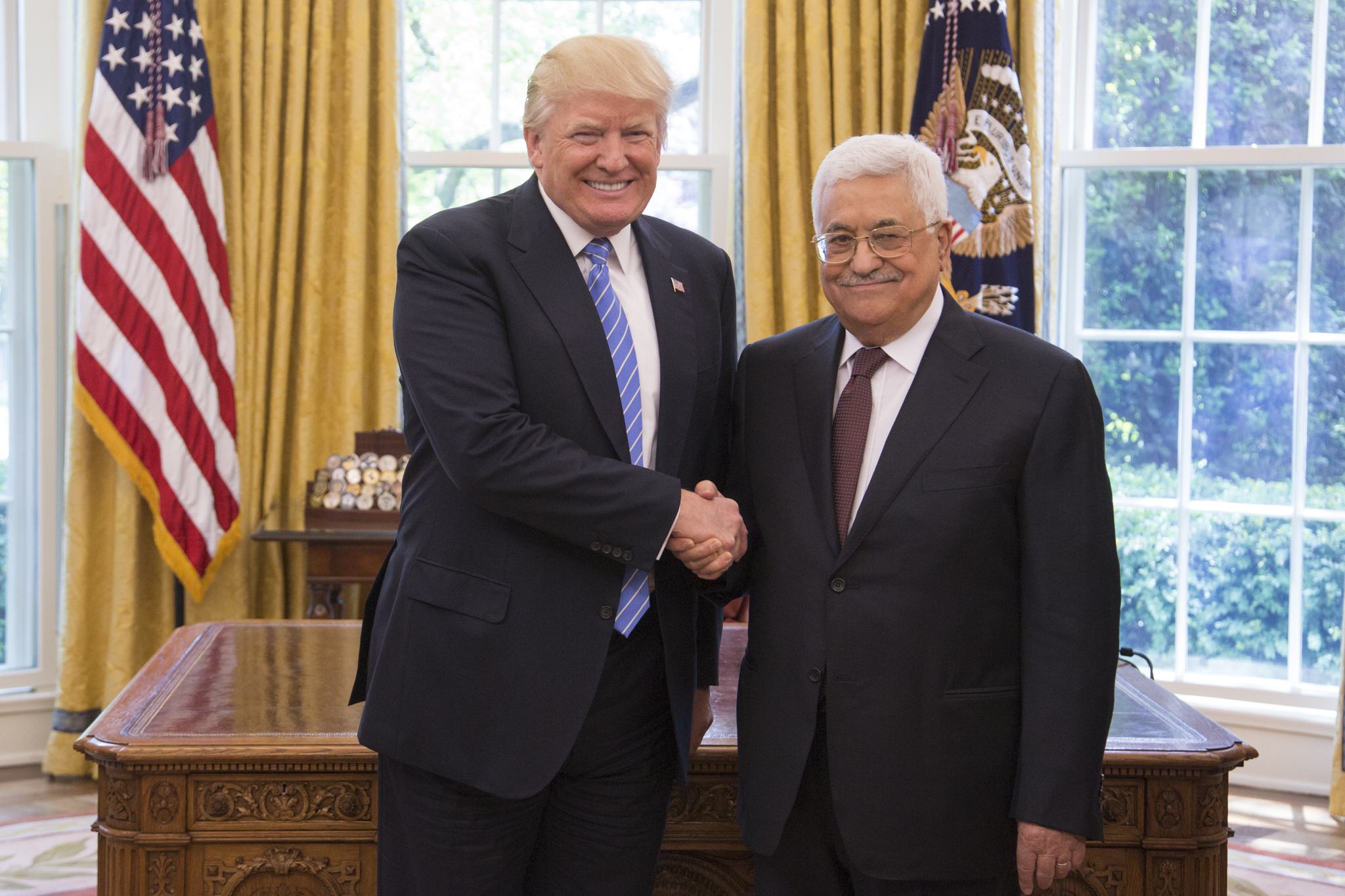
الرئيس الفلسطيني محمود عباس، والرئيس الأمريكي دونالد ترامب في المكتب البيضاوي، البيت الأبيض، مايو 2017
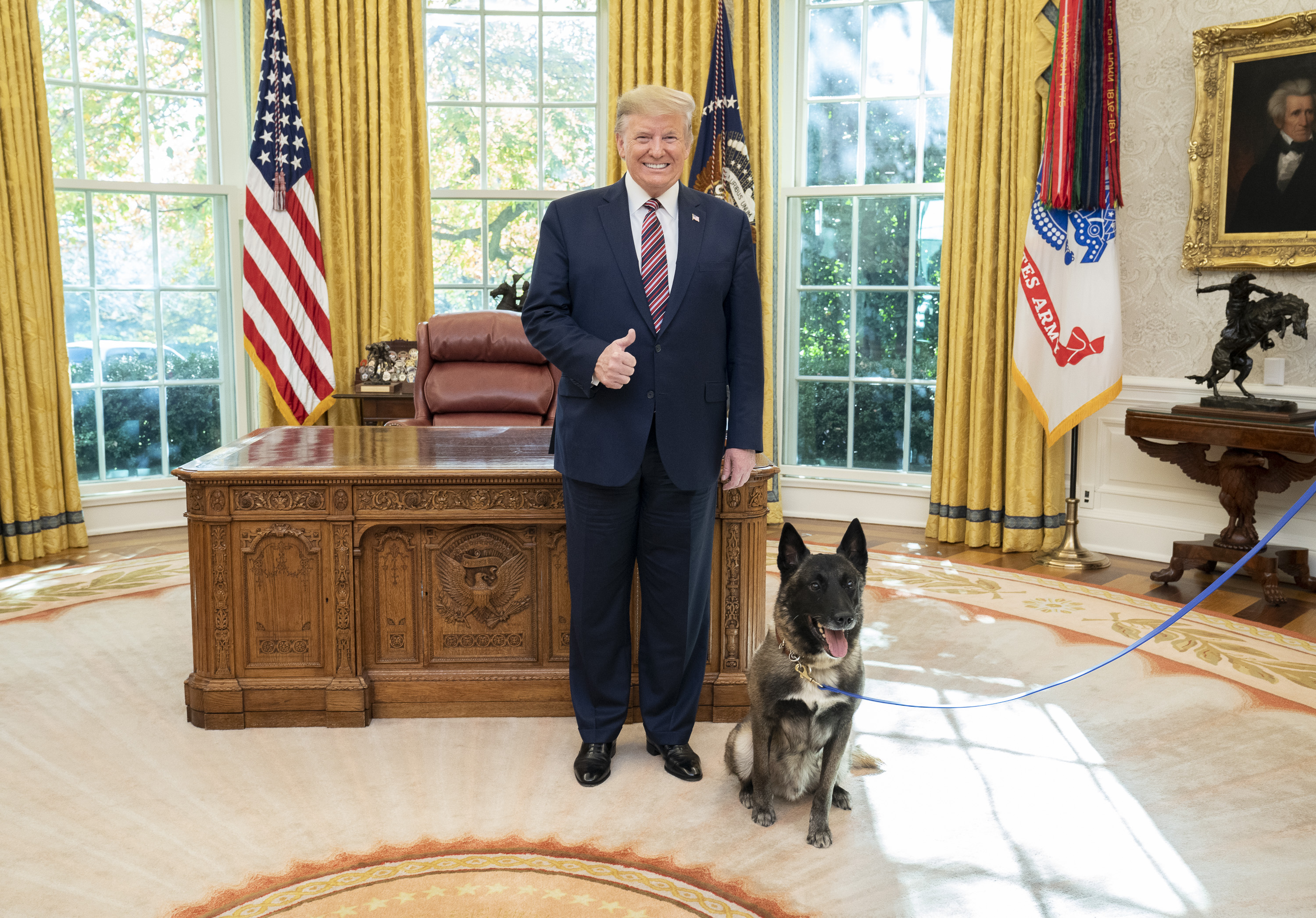
الرئيس الأمريكي دونالد ترامب مع الكلب كونان داخل المكتب البيضاوي، كونان هو كلب العمليات الخاصة الذي شارك في غارة باريشا في سوريا، والتي أسفرت عن مقتل «أبو بكر البغدادي»، زعيم تنظيم داعش في 27 تشرين الأول / أكتوبر 2019.